# Prosopocera spinicollis
Prosopocera spinicollis là một loài bọ cánh cứng trong họ Cerambycidae.